# 重庆移通学院
重慶移通學院（英語：Chongqing College of Mobile Communication），舊稱重慶郵電大學移通學院（英語：College of Mobile Communications, Chongqing University of Posts and Telecommunications），是一所位於中國大陸重慶市合川區和綦江區的一所民辦普通高等學校。該院目前由重慶市建鴻創嘉房地產開發有限公司單獨舉辦。
重慶移通學院是書院制學校，亦是中國西南地區唯一与德國高校合作的辦學機構，2023年ABC中國民辦大學排名位列第一。

## 歷史
重慶郵電學院移通學院成立於2000年，是經教育部批準，由重慶郵電學院舉辦的獨立學院，屬全日制普通本科院校，面向全國招生。該院是經中華人民共和國教育部批準設立的普通高等本科院校，位於重慶市合川區。
2006年3月，重慶郵電學院更名重慶郵電大學，該校隨即更名重慶郵電大學移通學院。2011年，中國教育在線評選該院為2010年度十佳優秀獨立學院之一。
2020年11月11日，中國大陸教育部發展規劃司發布《關於擬同意設置本科高等學校的公示》，擬定同意重慶郵電大學移通學院轉設為重慶信息學院，舉辦者由重慶移通實業總公司變更為重慶市建鴻創嘉房地產開發有限公司。2020年12月18日，經中華人民共和國教育部批準，重慶郵電大學移通學院脫離重慶郵電大學管理，並轉設為民辦普通高等學校重慶移通學院，由重慶市建鴻創嘉房地產開發有限公司全資持有。

## 院系設置
移通學院下轄12個二級院系，分別是：
- 德國工程學院
- 藝術傳媒學院
- 戲劇影視學院
- 遠景學院
- 信息安全學院
- 大健康管理學院
- 大數據與計算機科學學院
- 淬煉商學院·國際商學院（FBS）
- 數字經濟與信息管理學院
- 智能工程學院
- 外國語學院
- 通信與信息工程學院

## 校園與教學
學院現有合川和綦江兩個校區。目前占地面積2358.52余畝，總建築面積近49萬平方米，教學儀器設備總值9999.4萬元，校外實習實訓基地98個，圖書資料150余萬冊。現有通信與物聯網工程學院、智能工程學院、大數據與軟件學院、淬煉商學院、遠景學院、中德學院、藝術傳媒學院、創意寫作學院、創業學院等10個二級學院，管理工程系、外國語言文學系、光電信息系等3個系，4個教學部，以及完滿教育委員會、雙體系卓越人才教育基地等部門。共開設通信工程、電氣工程及其自動化、軌道交通與信號控制、財務管理、工程管理、廣播電視編導等39個本科專業，通信技術、工商企業管理等4個專科專業，形成了以工為主，經、管、文、藝五大學科協調發展的專業體系。學院有全日制在校學生約3.9萬人，專任教師1215人。